# Михайловка (Называевский район)
Михайловка — деревня в Называевском районе Омской области. В составе Покровского сельского поселения.

## История
Основана в 1726 г. В 1928 г. состояла из 92 хозяйств, основное население — русские. В составе Сибирского сельсовета Называевского района Омского округа Сибирского края.

## Население
| 1926 | 2002 | 2010 |
| ---- | ---- | ---- |
| 461  | ↘100 | ↘44  |